# Nacionaldemokratska stranka Njemačke
Nacionaldemokratska stranka Njemačke - Narodni savez (njemački: Nationaldemokratische Partei Deutschlands – Die Volksunion, NPD) je njemačka politička stranka. Osnovana je 1964. kao nasljednica Njemačke stranke Reicha (njemački: Deutsche Reichspartei, DRP). Glavne ideologije NPD-a su nacionalizam i revanšizam. Kako se 1. siječnja 2011. NPD ujedinio sa strankom Narodni savez (njemački: Die Volksunion), stranka je proširila svoje ime, iz Nacionaldemokraska stranka Njemačke u Nacionaldemokraska stranka Njemačke - Narodni savez.
Prema mišljenju mnogih politologa i povjesničara, politički program NDP-a sličan je političkom programu Nacionalsocijalističke njemačke radničke stranke.
NPD je 1960-ih imao 5% glasova i prelazio je izborni prag s do sedam mandata u parlamentu Zapadnje Njemačke. U desetljićima poslije, stranka je postala minorna, a nakon ujedinjenja Njemačke 1990., stranka okupira zastupnička mjesta na regionalnim i općinskim razinama. Najviše pristaša NPD ima na području istočne Njemačke. Trenutno, stranka ima zastupnike u landtazima (parlamentima saveznih država Njemačke) Mechlenburga-Zapadnog Pomorja i Saske.
NPD je ocijenjena kao najznačajnija nacionalsocijalistička stranka u Europi nakon 1945.
Njemačka obavještajna agencija, Bundesamt für Verfassungsschutz obilježili su NPD kao prijetnju ustavnom poretku zbog filozofije stranke te je NPD pod stalnim nadzorom.
Trenutni vođa stranke je Frank Franz.